# 若杉直美 (益子焼の陶芸家)
若杉 直美（わかすぎ なおみ、出生名：鵜野 直美（うの なおみ）、1948年（昭和23年） - 2011年（平成23年）12月3日）とは、栃木県芳賀郡益子町の陶芸家である。
夫は同じく益子町の陶芸家である若杉集。工房「若杉陶磁器工房」で作陶活動を行った。
当時の益子では数少なかったクラフト系の陶芸を作陶し、様々な色を用いて絵付や彩色を施し、主に練り込み技法を用いて、ありとあらゆる食器を製作した。

## 生涯
1948年（昭和23年）、鵜野直美として東京都渋谷区に生まれる。
そして大学時代の恩師の中では、食べることにとても貪欲であった浅野陽から、作品制作の姿勢や生活を楽しむこと、そして美味しく食べること。その後の人生を歩む上での大きな影響を受けた。
子どもの頃は何もない時代だった。日本が裕福になりだんだん物が手に入るようになっていくうちに、綺麗なものを作りたいと思うようになった。若いうちからデザインの道を志し、東京都立駒場高等学校芸術科へ入学した。
1968年（昭和43年）、東京芸術大学芸術学部工芸科に入学した後、大学の授業の中で一番しっくりしたのが「焼き物」だった。そのため陶芸科を選考し、大学院までの4年間は焼き物を学んだ。
1973年（昭和48年）、同大学美術学部陶芸科大学院を修了した後、先輩や同級生たち7人と共に株式会社汎設計の同人設立に参加。グループで窯を持つ形で、量産タイプの食器のデザインや製作をおこなう傍ら、「日本クラフトデザイン協会」のクラフト展など様々なグループ展覧会に出品。また「目白陶幻倶楽部」の講師も務めた。
またこの時の会社起ち上げの際に轆轤を購入する資金が無かった事から、「練り込み」技法を手掛けるようになった。
1977年（昭和52年）、株式会社汎設計の同人が解散となる。そのため東京都渋谷区鉢山町に工房を作り製作活動を続け、同年の「日本クラフトデザイン協会」主催のクラフト展で「優秀賞：松屋賞」を受賞する。
1978年（昭和53年）、同じ小学校、中学校の出身であり、同じく陶芸の道に進んだ若杉集と結婚し、益子に移住し
築窯した。
当時の益子ではまだ数が少なかったクラフト系の陶芸で作陶を行った。「日本クラフトデザイン協会」の会員として、協会のクラフト展のテーブルウェア、インテリア、マインドウェア部門に出品していた。物があれば豊かになる発想からの転換として、心の豊かさや遊び心を求める顧客と作家、双方の望みに応える活動に勤しんだ。
時には器だけではなく、壁時計や壁鏡、そして「時差時計」と名付けた、惑星のような陶製の球体の、あちらとこちらの二カ所に時計を付け、地球上の何処と何処の、誰かと誰かの「時差の時間」を刻ませる時計を作ったり、また「ごろごろペット」と名付けた、パステルカラーの練り込みで作陶した球の中に陶片を入れ、球を転がすと鈴のような音を立てる、「焼き物のペット」を製作したこともあった。
「パッチワーク」と呼んでいた練り込みや、染め付け、黒釉、釉彩などの様々な技法で食器を作陶をした。陶土は京都の磁土と信楽の土を用いて、京都の土に信楽焼の土を2割ほど入れ、半磁器にした。カラフルな彩色のみならず、白色から黒色まで守備範囲であり、白い陶土でコーヒーカップやミート皿を製作し、その削りかすに顔料で色を付けて練り込み用の色土にした。そして色を付けた練り込み陶土を作陶した後に出る切れ端には黒釉を掛け、黒土にして更に作陶に用いた。こうして常に40色にも上る色陶土を保存し、ありとあらゆる色の陶土を使って食卓にのぼるありとあらゆる食器を作陶した。
2つの別々の文様の練り込みをした板を貼り合わせたり、または表面に絵付をした裏面に練り込み板を貼り合わせたりして、二重構造の皿を製作し、食事の時に見えない裏面は「食器を洗う人が見て楽しめるように」裏表の文様を変えて製作した。また練り込み板で縁取りをした絵皿など、自由な遊び心で思いのままに作陶をした。
庭で育てている桜や菖蒲などの花だけではなく、自宅近くに畑を借りて家庭菜園をするようになってから、身近な野菜や果物、例えば人参や唐辛子やラ・フランスなどを題材に選び、「元気で新鮮な野菜は格好いいし美味しいし綺麗だから」と、練り込み板を素地として旬の野菜や果物を、さも美味しそうに絵付を施した。
益子の陶土にこだわり、主に急須を作陶している夫の若杉集とは全く正反対の異なる陶芸の道を歩み、互いに干渉することは無かったが、時には互いの技法を織り交ぜた作陶を披露する事もあった。
「食べることが楽しければ、人生の半分くらいは楽しいんじゃないかしら」。そう言いながら、もしもこの器で食べれば更に楽しい食卓になる、と思わせる器を制作し、自然体で自由な仕事をする事が出来るクラフトを存分に楽しんだ。
2011年（平成23年）12月3日、病気のため逝去した。享年63。

## 参考資料
- 下野新聞社 編『とちぎの陶芸・益子』下野新聞社、1999年10月10日、202-203,228頁。ISBN 9784882861096。 NCID BA44906698。国立国会図書館サーチ：R100000002-I000002841202。
- 近藤京嗣 著、近藤京嗣 編『益子の陶芸家 平成１２年』近藤京嗣（自家出版）、2000年11月、102頁。真岡市立図書館 検索結果、矢板市立図書館 検索結果、大田原市立図書館 検索結果。